# Wouter Beke

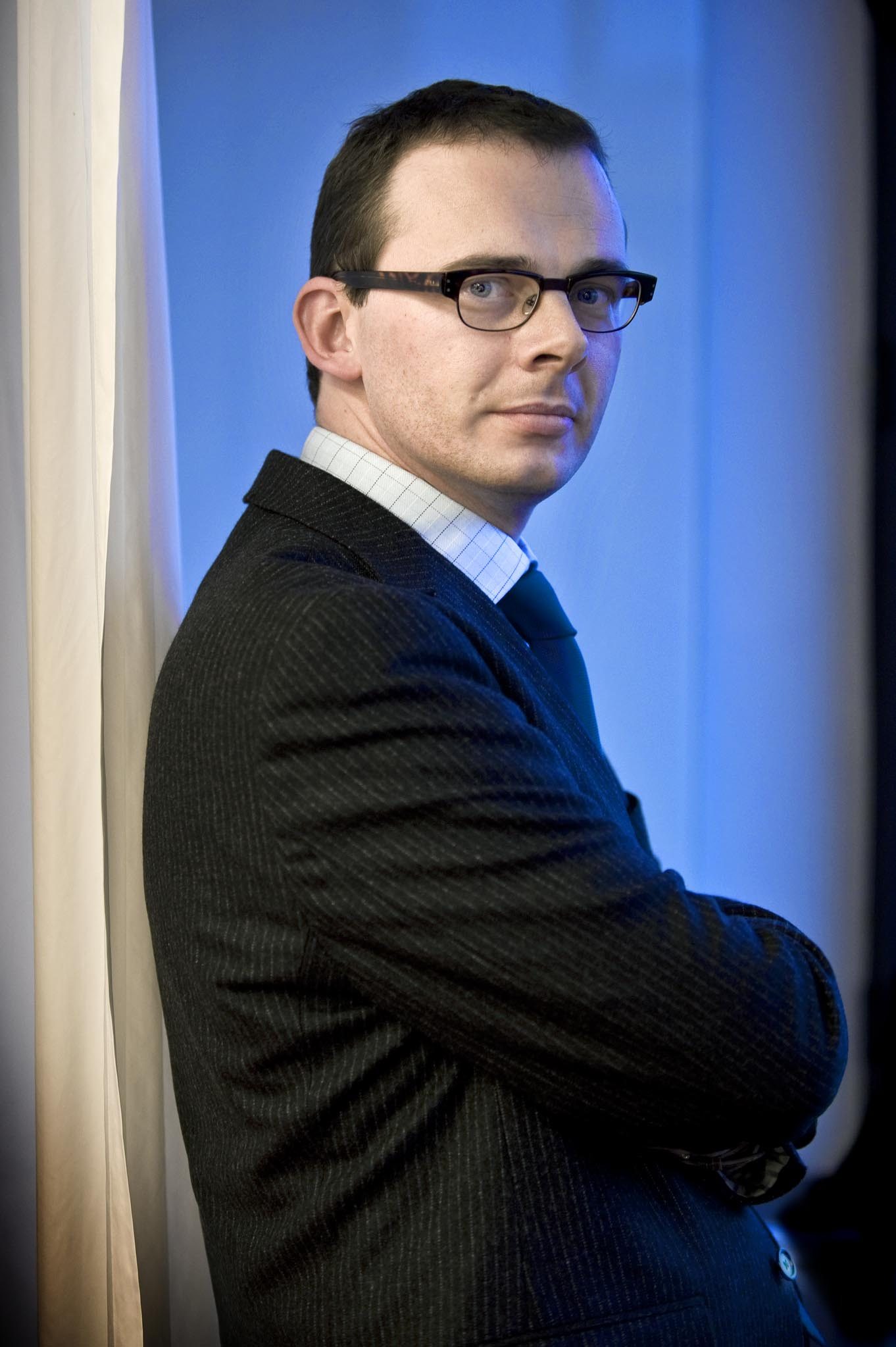
Wouter Beke (2011)

Wouter Beke (* 9. August 1974 in Lommel) ist ein belgischer Politiker der Christen Democratisch en Vlaams (CD&V) und Abgeordneter im Europäischen Parlament. Er war zunächst Senator und seit 2014 Mitglied der Abgeordnetenkammer. Nach dem Rücktritt von Marianne Thyssen am 23. Juni 2010 war er ebenfalls Vorsitzender der CD&V bis 2019. Auf lokaler Ebene ist Wouter Beke Bürgermeister in Leopoldsburg.

## Leben
Wouter Beke studierte Politikwissenschaften an der Katholieke Universiteit Leuven (KUL), wo er 1996 das Diplom des Lizenziaten erhielt. Er erlangte zudem ein Diplom an der Vrije Universiteit Brussel (VUB) in spezialisierten Studien des Sozialrechtes (1998) und promovierte schließlich im Jahr 2004 zum Doktor der Sozialwissenschaften an der KUL. Seit 1996 ist Beke an der KUL beschäftigt, wo er zuerst als Assistent und Doktorand und heute als Research fellow angestellt ist.
Die politische Laufbahn von Wouter Beke begann zunächst auf lokaler Ebene, als er im Jahr 2001 in den Gemeinderat von Leopoldsburg gewählt wurde. Später wurde er dort Schöffe für soziale Angelegenheiten (2004 bis 2006) und Erster Schöffe der Gemeinde (2007 bis 2012). Nach den Gemeinderatswahlen von 2012 konnte Wouter Beke schließlich das Amt des Bürgermeisters von Leopoldsburg erkämpfen.
Im Jahr 2003 wurde Beke auf Vorschlag von Yves Leterme (CD&V) zum Vize-Präsidenten der CD&V ernannt. Im darauf folgenden Jahr zog er als Stellvertreter für Stefaan De Clerck (CD&V) in den Senat ein. Bei den Föderalwahlen von 2007 und 2010 konnte Wouter Beke sein Senatorenmandat aufgrund seiner Vorzugsstimmen selbst erkämpfen. Seit den Föderal- und Regionalwahlen vom 25. Mai 2014 tagt Beke in der föderalen Abgeordnetenkammer.
Den Sprung an die Parteispitze als kommissarischer Vorsitzender schaffte Beke bisher zwei Mal. Zuerst vom 21. März bis zum 15. Mai 2008, nachdem Etienne Schouppe (CD&V), der selbst diese Stelle nach dem Rücktritt von Jo Vandeurzen (CD&V) ad interim belegte, zum Staatssekretär befördert wurde; und am 23. Juni 2010 nach dem Rücktritt von Marianne Thyssen (CD&V). In der Folge wurde er seitdem als vollwertiger Parteipräsident bestätigt. Im Jahr 2019 wurde er Minister in der flämischen Regierung Jambon. Bei der Europawahl 2024 wurde er ins Europäische Parlament gewählt. Er ist in der 10. Legislaturperiode (2024–2029) Mitglied im Ausschuss für auswärtige Angelegenheiten, im Ausschuss für Industrie, Forschung und Energie und im Unterausschuss für Sicherheit und Verteidigung sowie stellvertretendes Mitglied im Ausschuss für Landwirtschaft und ländliche Entwicklung.

## Übersicht der politischen Ämter
- 2001 – heute: Gemeinderatsmitglied in Leopoldsburg
- 2004 – 2014: Senator
- 2004 – 2006: Schöffe für soziale Angelegenheiten in Leopoldsburg
- 2007 – 2012: Erster Schöffe, Schöffe für Finanzen, Haushalt, Unterricht, Wohnungswesen, Städtebau und Raumordnung in Leopoldsburg
- 2012 – heute: Bürgermeister von Leopoldsburg
- 2014 – 2024: Mitglied der föderalen Abgeordnetenkammer
- 2024 – heute: Mitglied des Europäischen Parlaments